# Takayuki Hirata

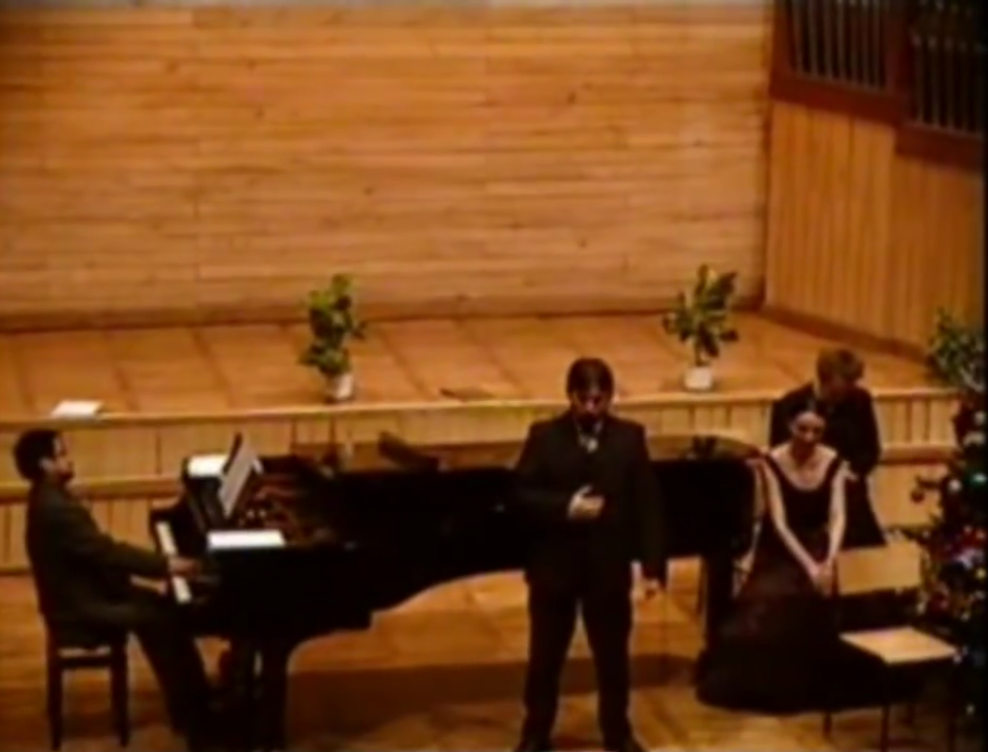
Takakayuki Hirata akompaniujący Dawidowi Jungowi podczas koncertu noworocznego w Akademii Muzycznej im. Feliksa Nowowiejskiego w Bydgoszczy, 2001

Takayuki Hirata (ur. w Osace) – japoński pianista, wykładowca akademicki.

## Życiorys
W wieku 7 lat rozpoczął naukę gry na fortepianie u swojego ojca. Od 12 roku życia doskonalił technikę u prof. Shinobu Yamady w Kansai. Po ukończeniu szkoły Proffesional School of the Piano kontynuował naukę gry w klasie mistrzowskiej prof. Jerzego Sulikowskiego w Tokio. W latach 1993–1998 studiował w Akademii Muzycznej im. Feliksa Nowowiejskiego w Bydgoszczy. Jeszcze w trakcie studiów wykonał wiele recitali, koncertował również m.in. z orkiestrami Filharmonii Pomorskiej oraz Toruńską Orkiestrą Kameralną. Wykonywał również własne kompozycje fortepianowe.
Uczestnik festiwali w Polsce, Europie i Japonii. Współpracuje ze skrzypaczką, Dorotą Gajek, altowiolistą Filipem Wroniszewskim i z tenorem, Dawidem Jungiem, z którym koncertował m.in. w Wiedniu. Pianista wykładał na Akademii Muzycznej w im. Feliksa Nowowiejskiego w Bydgoszczy. Popularyzator japońskiej muzyki w Polsce, wykonuje utwory współczesnych kompozytorów japońskich, m.in. Tōru Takemitsu, Katsuhisa Hattori. W 2000 roku uczestniczył w prawykonaniu Koncertu na 2 fortepiany słynnego kompozytora japońskiego Kohichi Hattori. Koncert ten został nagrany przez Polskie Radio Olsztyn oraz transmitowany przez Państwową Stację Telewizyjną NHK w Japonii. Solo pianista koncertuje głównie w Japonii, Polsce, Holandii, Rumunii i Niemczech. Obok Rafała Blechacza, Katarzyny Borek i Krzysztofa Herdzina należy do znamienitych wychowanków prof. Katarzyny Popowej-Zydroń.